# Télesphore (pape)
Pour les articles homonymes, voir Télesphore.
Télesphore est le 8e pape, selon la liste dressée par Irénée de Lyon, de 125 à 136/138 environ, pendant les règnes des empereurs romains Hadrien et Antonin le Pieux.
Il est vénéré comme saint par l'Église catholique et par l'Église orthodoxe.

## Biographie
Si son martyre est clairement établi, les autres informations le concernant proviennent de la légende.
Télesphore serait né à Terranuova di Calabria, aujourd'hui Terranova da Sibari sur le territoire de l'actuel archidiocèse de Rossano-Cariati, en Calabre.
Le Liber Pontificalis le mentionne pour avoir été moine anachorète (ou ermite) avant son entrée en fonction : avant d'arriver à Rome, il aurait vécu comme anachorète pendant une longue période en Palestine et en Égypte, peut-être parmi les ermites du Mont Carmel, c'est pourquoi les Carmélites le comptent parmi leurs saints. Selon la tradition catholique, il est d'origine grecque.
Selon Franz Dünzl, l'épiscopat monarchique à Rome ne peut pas encore être présumé à l'époque de Télesphore ; il aurait donc appartenu au corps dirigeant des presbytres ou des évêques de la métropole.
f
Irénée de Lyon le désigne comme « prêtre en fonction avant Sôter  ». Franz Dünzl juge les informations ultérieures sur son travail d'évêque, par exemple dans Eusèbe de Césarée ou dans le Liber Pontificalis, comme historiquement sans valeur.
Eusèbe de Césarée situe le début de son pontificat dans la douzième année du règne de l'empereur Hadrien (128–129) et donne la date de sa mort comme étant la première année du règne d'Antonin le Pieux (138–139).
La capitale de l'empire étant un lieu permettant une large diffusion des idées, de nombreux hérétiques s'installent à Rome pendant son pontificat. À cette époque, la principale doctrine hérétique est la gnose, que Télesphore combat vigoureusement car il croit qu'elle peut orienter la religion vers un mysticisme éloigné de la réalité, pour les Gnostiques Dieu étant complètement séparé de l'homme. Le principal représentant de cette doctrine est le philosophe Valentin qui, à cette époque, quitte l'Égypte pour s'installer à Rome et réussit à avoir un grand nombre de disciples dans la capitale de l'Empire romain pendant plus de vingt ans.
Selon le Liber Pontificalis, Télesphore institue la « Messe de Minuit », la « liturgie de l'aube » et la « liturgie de la troisième heure » à Noël, la célébration de Pâques le dimanche et le jeûne du Carême, mais certains historiens doutent que ces attributions soient exactes. L'introduction du Gloire à Dieu dans la liturgie lui est attribuée selon Innocent III (mais elle pourrait également être attribuée à Symmachus,), selon certains composé par Télesphore lui-même.
Il se montre compréhensif avec les Églises catholiques orientales qui fixent la fête de Pâques à une date différente de celle fixée à Rome. 
Le fragment d'une lettre qu'Irénée a adressée au pape Victor Ier, au cours de la controverse sur Pâques à la fin du IIe siècle, également préservé par Eusèbe, témoigne que Télesphore a été l'un des évêques romains qui ont toujours célébré Pâques le dimanche, plutôt qu'un autre jour de la semaine, selon le calcul de la Pâque juive. Cependant, contrairement à Victor Ier, Télesphore est resté en communion avec les communautés qui n'ont pas suivi cette coutume.
Irénée de Lyon, dans son ouvrage Contre les hérésies, déclare que Télésphore a subi un « glorieux martyre ». Cette déclaration est reprise plus tard par Eusèbe de Césarée dans son Histoire ecclésiastique. Bien que la plupart des papes du christianisme primitif soient appelés martyrs par des sources telles que le Liber Pontificalis, Télesphore est le premier à qui Irénée donne ce titre, faisant ainsi de son martyre le premier martyre attesté d'un pape après Pierre.
Il est enterré dans la nécropole du Vatican, aux côtés de ses prédécesseurs.

## Célébrations et hommages
Dans le Martyrologe romain, sa fête est célébrée le 2 janvier. Toutefois, ce saint ne serait pas le pape mais un martyr africain inconnu. L'Église catholique célèbre toutefois sa mémoire liturgique à cette date lors de la messe tridentine. Les Églises d'Orient le fêtent le 22 février. 
L'Ordre du Carmel vénère Télesphore comme un saint patron de l'ordre depuis que certaines sources le décrivent comme un ermite ayant vécu sur le mont Carmel.
La ville de Saint-Télesphore, dans le sud-ouest du Québec au Canada, est ainsi nommée en son honneur.

## Source
- (de)/(it)/(en) Cet article est partiellement ou en totalité issu des articles intitulés en allemand « Telesphorus » (voir la liste des auteurs), en italien « Papa Telesforo » (voir la liste des auteurs) et en anglais « Pope Telesphorus » (voir la liste des auteurs).